# ジョーダン・ジャクソン＝ホープ
ジョーダン・ジャクソン＝ホープ（Jordan Jackson-Hope、1996年4月5日 - ）は、メジャーリーグラグビー、ニューオーリンズ・ゴールドに所属するラグビーユニオン選手。

## プロフィール
- オーストラリア・キャンベラ出身。
- ポジションはスタンドオフ(SO)。
- 身長 175cm、体重 82kg[1]
- U20オーストラリア代表に選ばれたことがある[2]。

## 略歴
キャンベラ・ヴァイキングス、ブランビーズを経て、2019年、豊田自動織機シャトルズ(現・豊田自動織機シャトルズ愛知)に加入。同年11月24日に行われたジャパンラグビートップチャレンジリーグ第2節の近鉄ライナーズ戦に先発出場で日本での公式戦初出場を果たした。
また同年11月、サンウルブズの2020シーズンスコッドに選ばれた。
2020年、東京ガスラグビー部に加入。
2022年、ニューオーリンズ・ゴールドに加入。 